# 玉島川

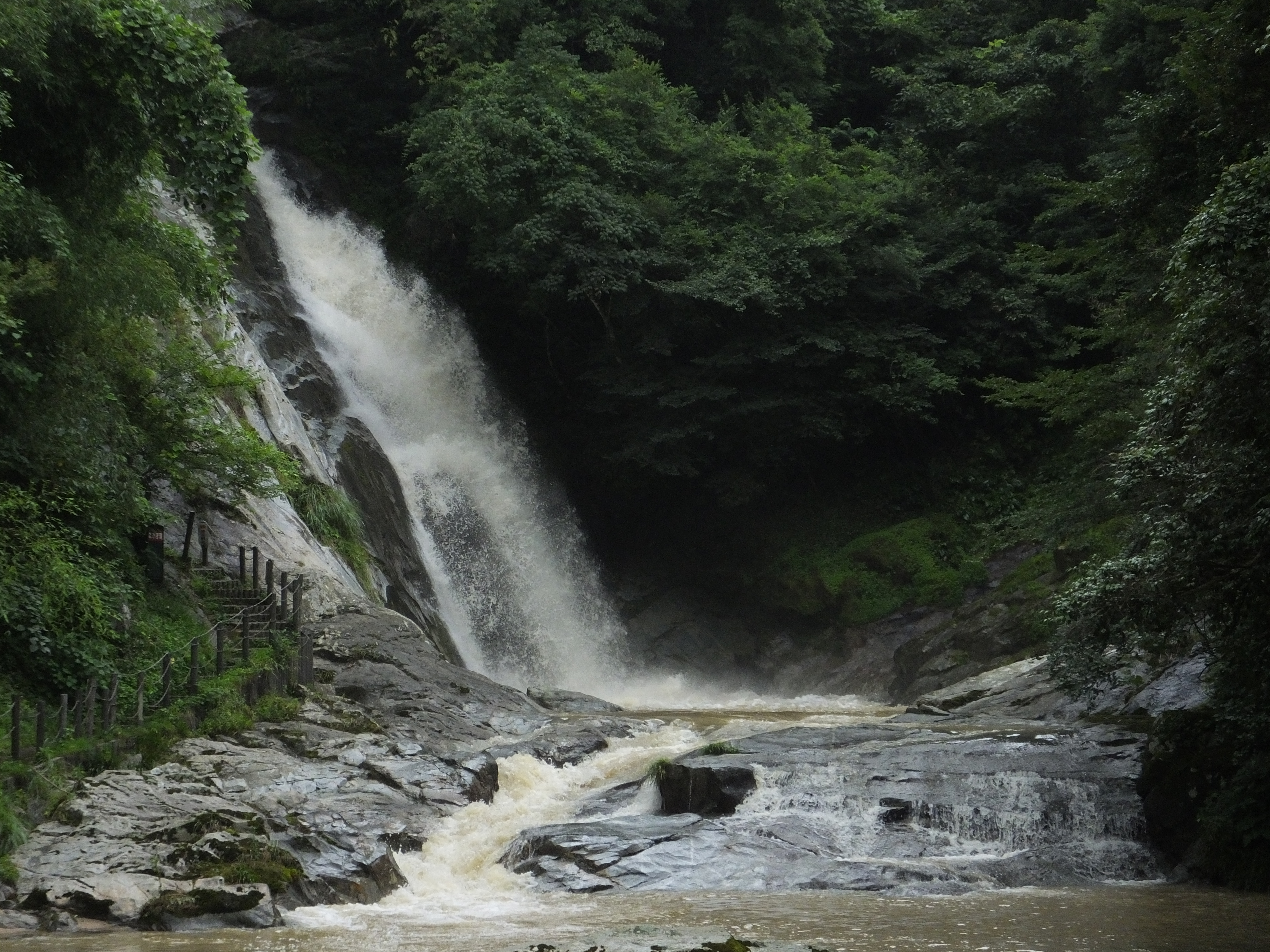
支流滝川にある観音の滝

玉島川（たましまがわ）は、佐賀県唐津市東部を流れる二級河川であり、旧浜玉町及び旧七山村の中心河川。西隣を流れる松浦川水系とともに唐津平野を形成する。
肥前国風土記には神功皇后が三韓征伐を前に鮎釣りを行い吉凶を占った伝説があり、そこで述べられるところの「松浦川」は現在の松浦川ではなく本河川を指すものと云われる。その後大伴旅人をはじめとする歌人がこの地を訪れており、万葉集には玉島川や鮎釣り、及び当地に縁のある松浦佐用姫伝説に関連する数多くの歌が残されている。

## 地理
福岡県との県境にあたる脊振山地の、女岳と獅子舞岳の間に源を発し南流する。水源付近は二級河川一貴山川との分水嶺で、荒川峠と呼ばれる。国道323号と並流し、平野・馬川付近まで降りると流れを西へ変え、複数の支流を合わせてゆく。特に滝川との合流地点は旧七山村の中心部で、鳴神温泉街や日本の滝百選に選定された支流滝川の観音の滝へ至る渓谷プロムナード等の観光名所がある。村落を抜けると再び流れの急な山間地帯を抜けてゆく。集落は並行する国道沿いに散在している。中流域には九州電力玉島発電所（最大出力2,100kw）がある。
簗場付近より唐津平野へ入り、平原付近より流れてきた小川を合わせる。周囲はビニールハウス農場が密集しており、稲作よりもみかん栽培がメインである。当地域で栽培される玉島みかんは天候の影響を受けないビニールハウス栽培が特徴で、ハウスみかんのシェアは全国の3割を占め1985年（昭和60年）以降日本一となっている。旧浜玉町中心部では町中央部一帯を流域とする横田川を合わせ、同時に唐津湾河口へ流入する。
西隣を流れる松浦川とは、横田川支流の牟田川（二級河川）及び松浦川水系北牟田川（一級河川）を介して接続している。虹の松原は松浦川河口と玉島川河口に挟まれた部分に位置する。

## 治水

### 松浦川の代替水源確保
戦後に入り水道事業が発足した唐津市では、当初は唐津市街地を貫流する松浦川の伏流水を水源とし上水道の供給を行っていた。しかし戦後復興期にあって、松浦川上流部に当時存在した唐津炭田の操業が活発になると、川の水で洗炭を行った際に生じる炭塵が河床に蓄積してゆき、また河川水の濁度は現在の62倍もの状態になっていた。これにより計画通りの取水が不可能となったことから、1955年（昭和30年）に唐津市は玉島川の水源を求め浜崎町・玉島村（当時）と協議を開始した。その結果、1957年（昭和32年）9月30日に両者の間で水道施設設置協定書が締結され、取水施設を整備し1958年（昭和33年）度より稼働を開始した。翌1959年（昭和34年）度以降、唐津市と浜崎玉島町（のち浜玉町）の双方が水道事業に同じ取水施設を使用しており、現在の唐津水道事業（7,000t/日）・浜玉水道事業（2,263t/日）へ引き継がれている。

### 河川改修事業

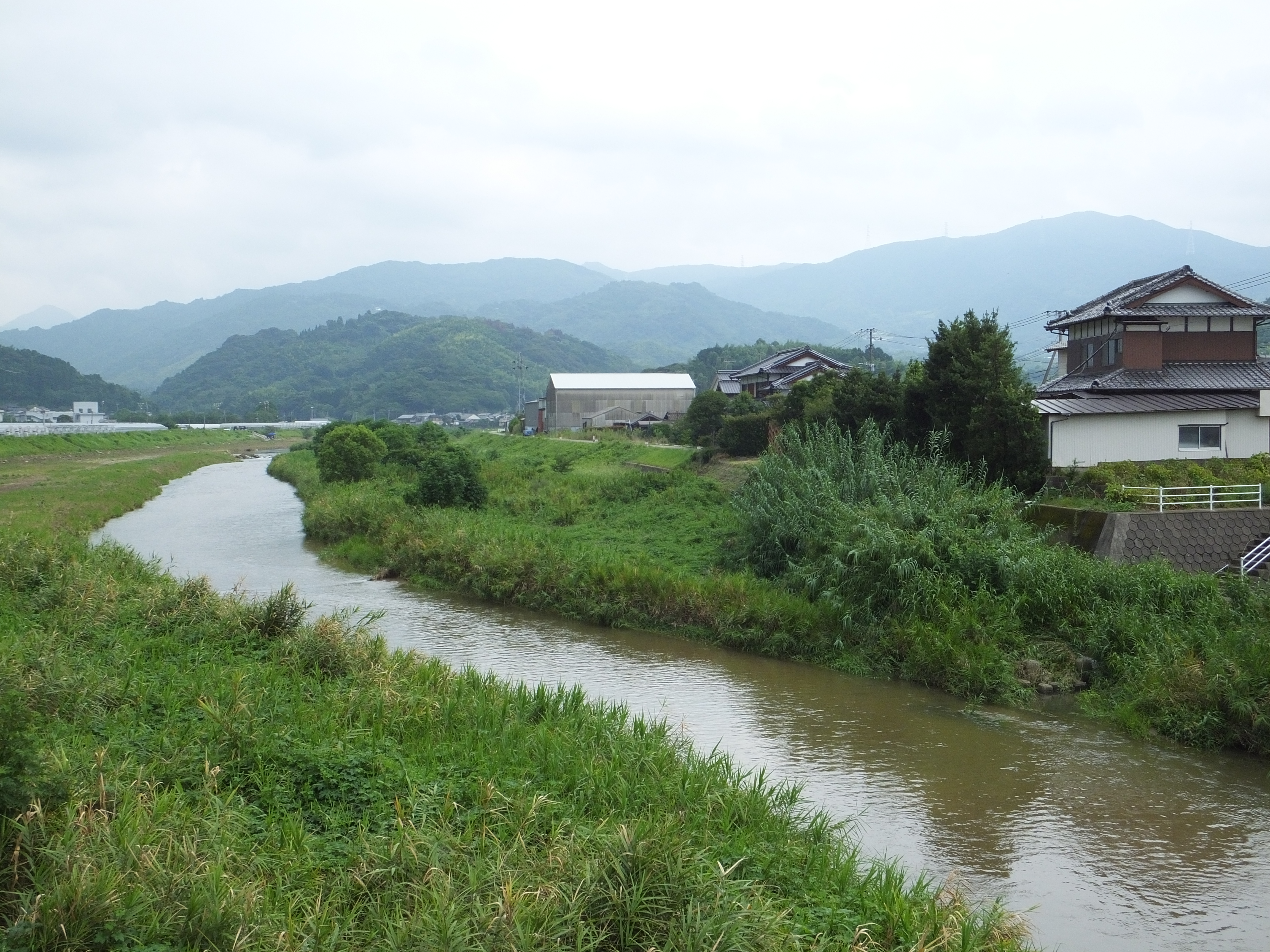
新岡口橋より上流方

戦後に玉島川流域を襲った主な水害としては、1953年（昭和28年）6月・1963年（昭和38年）6月・1972年（昭和47年）7月の梅雨前線豪雨が挙げられる。この水害を機に玉島川下流部について1980年（昭和55年）度より広域河川改修事業が開始され、河口から簗場橋までの3,200mについて河川拡幅・掘削を軸に護岸の整備等が進められている。事業は2020年（令和2年）度までの予定で、全体事業費は48億円である。新岡口橋と梅豆羅橋の中間にある玉島井堰は固定堰であることから洪水流下の障害となっていたため、アユやサケの放流が行われていることを考慮して魚道付きの可動堰へと改築された。護岸についても隙間のある空石張り護岸や自然石護岸として生態系に配慮されている。
なお玉島川の治水対策としては本来、河川改修と合わせてダム建設が行われる計画であったものの、流域の地質や地形が悪く適地が無かったことから2000年（平成12年）度に建設計画は中止され、治水事業は一時休止となった。河川改修のみでの対応とする代わりに、計画流量を450立方メートルから550立方メートルへ引き上げるとともに、上流・中流の河川幅を当初計画より10 - 20m程度拡幅する変更を行った経緯がある。
事業期間中の1991年（平成3年）9月にも洪水被害が発生したことを受け、支流の小川（上流部1,200m）・狩川川（玉島川合流点より4,700m）について1992年（平成4年）度より河川整備が開始され、前者は1993年（平成5年）度・後者は1995年（平成7年）度に完了した。小川についてはその後国道323号の改修・玉島バイパスの整備工事に付随して河口付近（350m）の河川改修が2005年（平成17年）度から2007年（平成19年）度にかけて実施された。横田川下流部も1993年（平成5年）度より河川改修に着手し、全体事業費46億円・2020年（令和2年）度までの事業予定で進められている。これらの事業により狩川川・小川は1991年（平成3年）水害規模、玉島川下流部及び横田川下流部は概ね30年に1度発生する程度の洪水（前述した計画流量550立方メートル）に対応する計画である。

## 支流

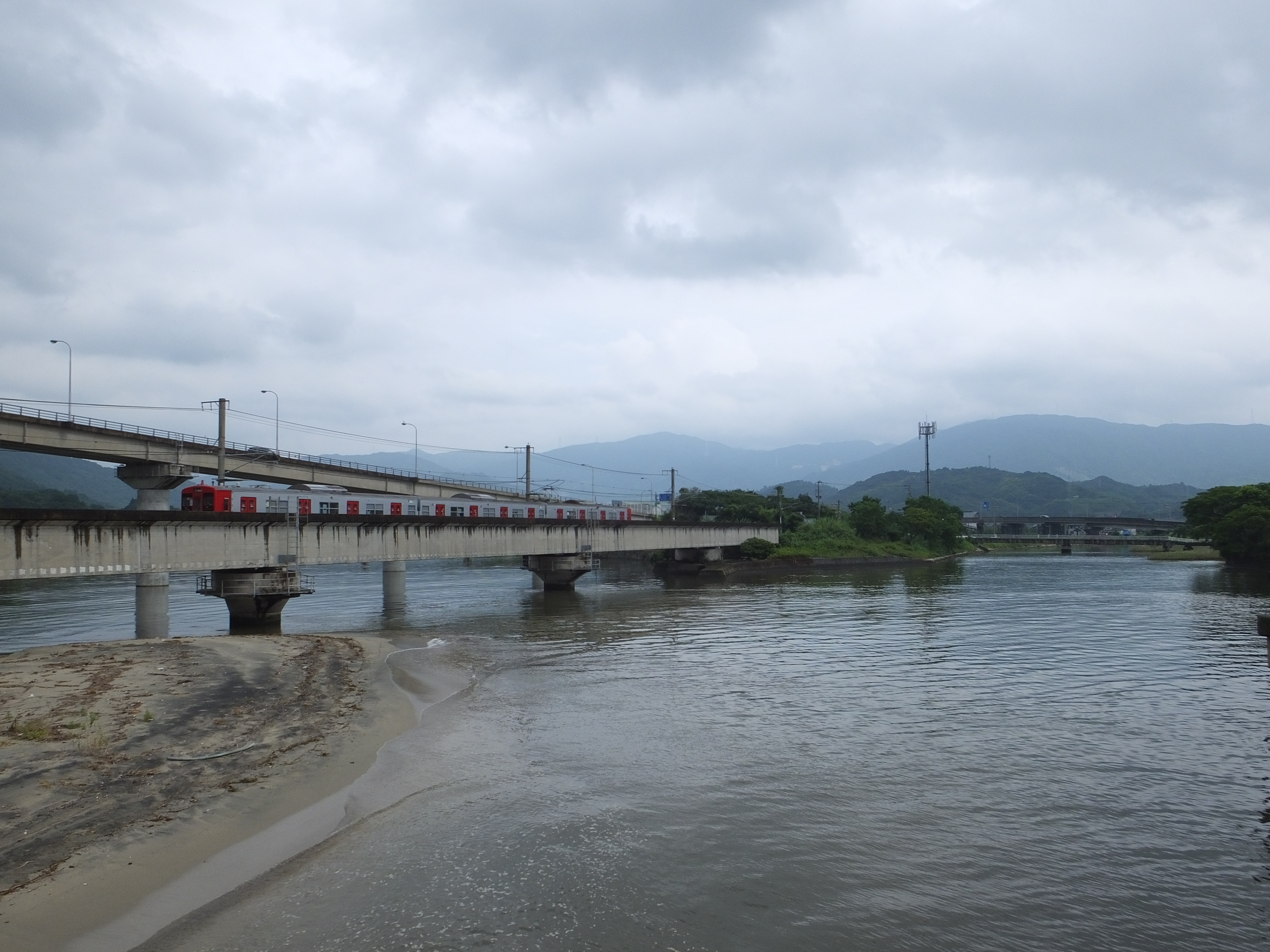
河口付近、横田川（右）との合流地点

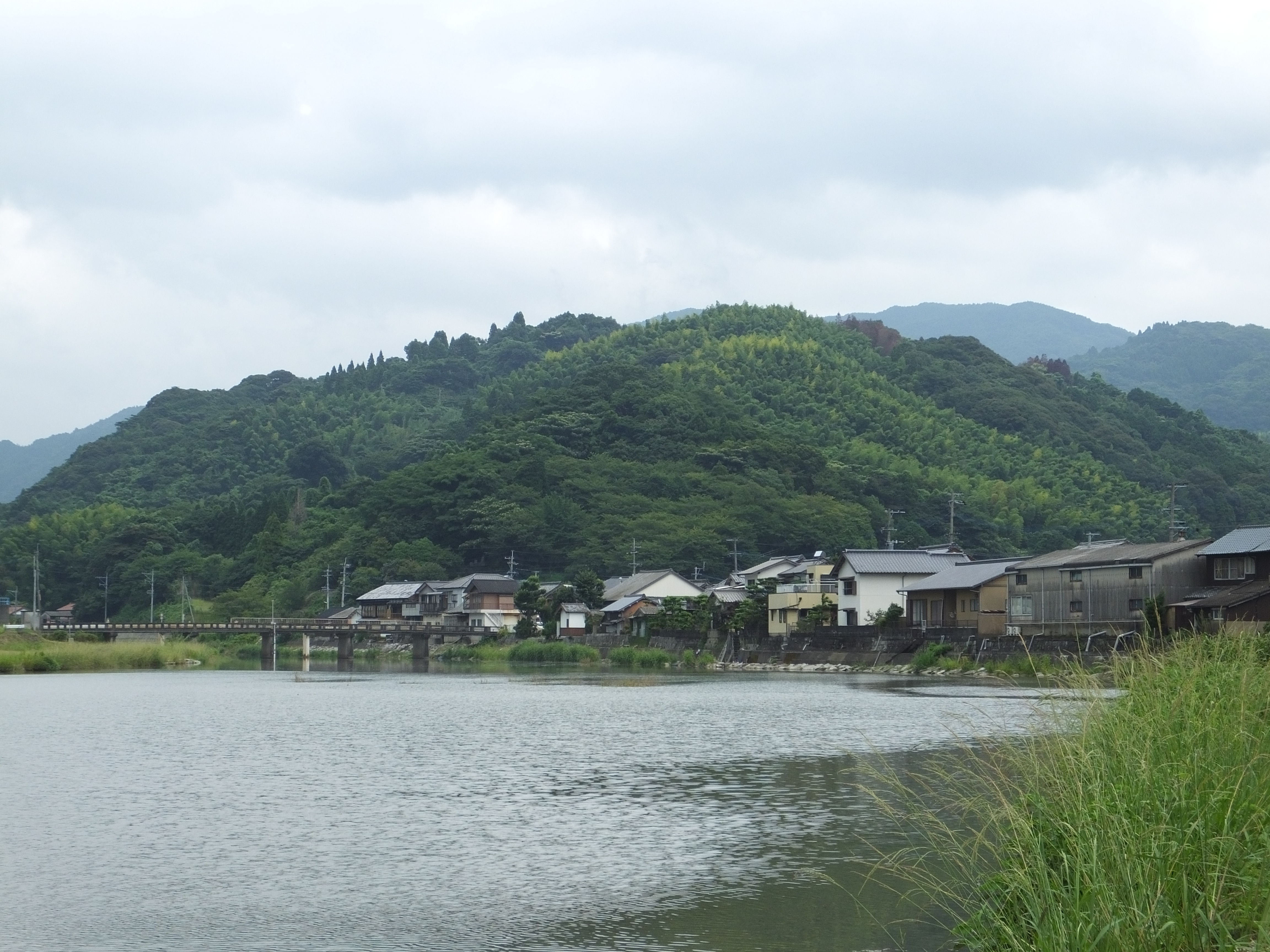
小川との合流点

上流より記載、太字は二級河川
- 馬川川
- 野井原川
  - 滝ノ上川
- 滝川（袋底川）
  - 仲子川
  - 岳川川
  - 桑原川
  - 井手ノ上川
  - 仁部川
- 樽門川
- 狩川川
- 坂田川
- 小川
  - 小山田川
  - 真手野川
  - 今坂川
- 岡口川
- 下南山川
- 谷口川
- 金草川
- 横田川
  - 瀬戸川
  - 野田川
  - セメン川
  - 牟田川
    - 池場川

## 主な橋
上流より記載
- ○○橋
- ○○橋
- ○○橋
- 林の上橋
- 黍生橋
- 鳴神橋（鳴神公園桟橋）
- ○○橋 - 国道323号旧道
- 藤仁橋
- 堂原大橋 - 国道323号
- ○○橋
- 七山橋 - 国道323号
- 向田橋
- ○○橋
- 簗場橋（歩行者専用）
- 梅豆羅橋（めづらばし）
- 新岡口橋

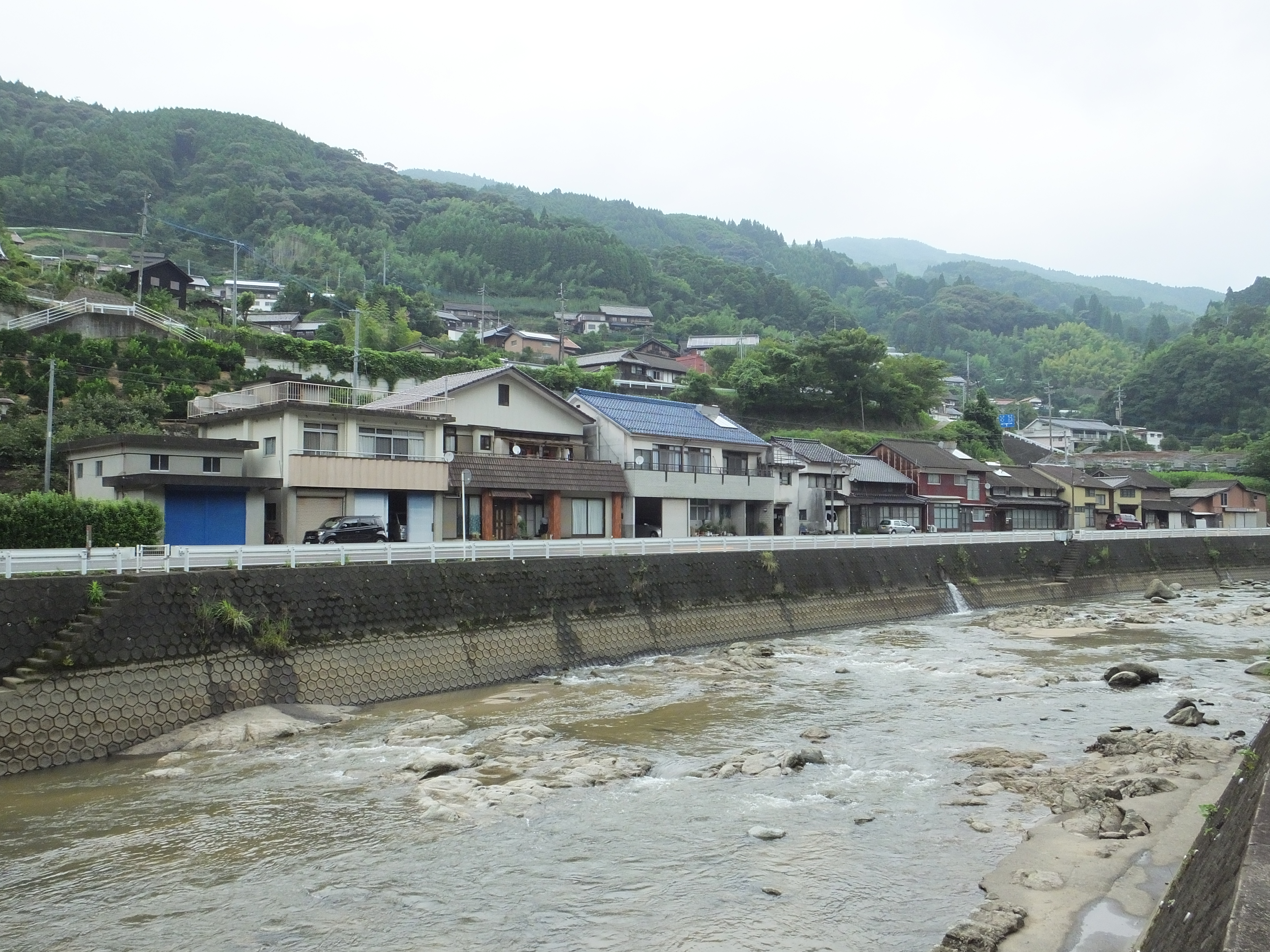
中流部（樽門川合流点付近）

- 谷口高架橋 - 国道497号（西九州自動車道・唐津道路）
- 黒田橋
- 渕上橋
- 浜玉橋 - 国道202号バイパス（二丈浜玉道路・かもめロード）
- 玉島川橋 - JR筑肥線
- 玉島橋 - 国道202号

## 参考資料
- 玉島川水系河川整備計画（平成13年1月、佐賀県） (PDF)
- 玉島川水系玉島川広域河川改修事業（佐賀県） (PDF)